# Glomeroides maculatus
Glomeroides maculatus är en mångfotingart som beskrevs av Shear 1986. Glomeroides maculatus ingår i släktet Glomeroides och familjen klotdubbelfotingar. Inga underarter finns listade i Catalogue of Life.